# Евлалия
Евла́лия (из др.-греч. Εὐλαλία) — женское имя греческого происхождения. Встречается в Испании, Португалии, Латинской Америке (в форме Эулалия), во Франции (в форме Элали), в России и в других странах.
Имя «Евлалия» происходит от древнегреческого εὔλαλος — «сладко говорящая». В православные святцы и католический мартиролог попало благодаря двум святым Евлалиям. У имени существует редкая мужская форма — Евлалий.